# 科尔泰弗兰卡
科尔泰弗兰卡（義大利語：Corte Franca），是意大利布雷西亚省的一个市镇。总面积14平方公里，人口7164人，人口密度511.7人/平方公里（2009年）。国家统计（ISTAT）代码为017062。